# Charminus atomarius
Charminus atomarius är en spindelart som först beskrevs av Lawrence 1942.  Charminus atomarius ingår i släktet Charminus och familjen vårdnätsspindlar. Inga underarter finns listade i Catalogue of Life.